# Момчил Чалъков
Момчил Христов Чалъков е български езиковед славист, който работи в областта на българската етимология, диалектология и славянското езикознание.

## Биография
Момчил Чалъков е роден на 20 август 1937 г. в Пловдив. Израства и учи в Пловдив в семейство на учители. Следва технически науки във Варшава, а след това в Софийския университет, където през 1962 г. завършва славянска филология. Работи като научен сътрудник в Института за български език при Българската академия на науките и като хоноруван преподавател в Софийския университет. След 1990 г. преподава в Югозападния университет „Неофит Рилски“ в Благоевград, където е чел редица курсове, между които са „Българска лексикология“, „Сравнителна граматика на славянските езици“, „Увод в прабългаристиката“ и др. Най-добрият познавач на Родопите, където е прекарал години в изследователска работа.

## Трудове
- „Към въпроса за наличието на аглутинативни елементи в славянските езици“. – Известия на Института за български език, 11, 1964.
- „Една балто-славянска изосема“. – Известия на Института за български език, 16, 1968.
- „Един славянски семантичен архаизъм (прасл. *děti/dějati, *praviti)“. – Български език, 18/2 – 3, 1968.
- Български етимологичен речник. Т. 2 И – крепя.   София, Издателство на БАН, 1979, 740 (в съавторство).
- Български етимологичен речник. Т. 3 Крес – мѝнго.   София, Издателство на БАН, 1986. 800 стр. (в съавторство)
- „Словенските диалекти“. – В: Увод в изучаването на южнославянските езици. София, Издателство на БАН, 1986.